# Inner Talgletscher
Der Inner Talgletscher ist ein kleiner Gletscher in der Schweiz in den Berner Alpen.
Er liegt im Lötschental südlich der Wetterlücke zwischen Tschingelhorn und Breithorn. Er erstreckt sich über ein Gebiet von ca. 1,5 km² und ist im Westen mit dem grösseren Üsser Talgletscher und im Norden über die Wetterlücke mit dem Wetterlückengletscher verbunden. Der Gletscher reicht bis auf ca. 2900 m ü. M. hinab und befindet sich auf Gemeindegebiet von Blatten. Er entwässert über die Lonza und die Rhone als deren Vorfluter hinweg ins Mittelmeer.